# سالواتوره رینلا
سالواتوره رینلا (ایتالیایی: Salvatore Rinella؛ زادهٔ ۲۷ فوریهٔ ۱۹۷۵) کشتی‌گیر اهل ایتالیا بود.